# Мануш
Марица Барањаи (шп. Marica Barandyai-Rani; Сент Мари де ла Мер, 29. мај 1971) је француска глумица и певачица. 

## Биографија
Рођен је 29. маја 1975. у Француској као треће дете од мајке Синти порекла и оца немачког порекла. Одрасла је у Харлему, Келну и Билу. Са осамнаест година је почела да се бави манекенством, али је њена каријера прекинута када је имала двадесет након што је саобраћајна несрећа оставила ожиљке на њеном стомаку и ногама. Глумом се бави од 1997. године, 2000. јој је понуђена улога нимфоманке у Чудесна судбина Амели Пулен са којом је примећена у филмској и телевизијској индустрији. Често је добијала признања као акциона и хорор глумица. Године 2004. је глумица у филму Angel of Death 2: The Prison Island Massacre, након тога у The Legend of Moonlight Mountain 2005, Cannibal 2006, Barricade 2007. и Philosophy of a Knife 2008. Имигрирала је у Сједињене Америчке Државе на лето 2006. и вратила се у Европу око 2015. Освојила је награду за најбољу споредну женску улогу 2011. године на филмском фестивалу PollyGrind у Лас Вегасу за улогу Олге у филму The Super. Поред глумачке каријере, радила је као писац и сајберпанк певачица у бенду Cyanide Savior заједно са својим супругом Крисом Васкезом за ког се удала 2006. године, а развела 2014. Током 2016. и 2017. снимила је две песме са британским бендом Bronski Beat из 1980-их и америчким продуцентом Меном Паришом.

## Филмографија
- 1997: M-Inspiration
- 1998: Engagement
- 1999: Time To Kill
- 1999: Einer geht Noch
- 2000: Amélie
- 2001: Wolf im Schafspelz
- 2002: Champion
- 2002: Crossclub – Project Genesis
- 2003: Hinter Schloss und Riegel
- 2004: Angel of Death
- 2004: Criminal Court: Temple of Lust
- 2004: Moonlight Mountain
- 2005: Freunde für immer
- 2006: Cannibal
- 2006: Traumjob
- 2006: Barricade
- 2007: Fearmakers
- 2007: Zombie Reanimation
- 2007: The Shrieking
- 2007/13: The Tourist aka 'Ingression
- 2008: Philosophy of a Knife
- 2008: Popular
- 2008: The Turnpike Killer
- 2008: Craig
- 2008: Uncut!
- 2008: Necronos – Tower of Doom
- 2008: Beast
- 2009: Little Big Boy – The Rise and Fall of Jimmy Duncan
- 2009: La petite mort
- 2009: Game Over
- 2009: Unrated
- 2009: Cats
- 2009: Zombie Reanimation
- 2010: 15 Till Midnight
- 2010: Traveler
- 2010: Avantgarde
- 2010: Non Compos Mentis
- 2010: Little Big Boy
- 2010: Ingression
- 2011: The Super
- 2011: What's your poison
- 2012: When blackbirds fly
- 2012: Survive
- 2012: Devil moon
- 2013: Four of a kind
- 2013: Caedes
- 2013:  Vengeance Doloreuse
- 2014: In fear of
- 2014: Blood Valley: Seed's Revenge
- 2014: Sex, Blood and Fairy Tales
- 2014: Carpaneda
- 2014: The Curse of Doctor Wolffenstein
- 2014: Gefahr
- 2015: Fenster zum Hof
- 2015: The Sight
- 2016: Blood on the reel
- 2016: Bittersweet Revenge
- 2016: Amor Kills
- 2016: Andrey Iskanov's Visions of Suffering: Uroboros
- 2016: Andrey Iskanov's Visions of Suffering (Final Director's Cut)
- 2017: Night of the Magician
- 2017: Gelosia
- 2017: Die Boten des Todes
- 2017: Mampf
- 2017: Unknown Israeli documentary film
- 2017: Bacillus F TV News documentary
- 2018: Zombies from Sector 9
- 2018: Stories of the dead
- 2018: Herr Berger sucht einen Sohn
- 2018: Magid Atidot
- 2019: Hour of the witch
- 2020: My deadly Virus
- 2020: H.P. Lovecraft's The cats of Ulthar